# واژه‌نامه موضوعی تضمین اطلاعات ملی
واژه‌نامه تضمین اطلاعات ملی یا دستورالعمل شماره ۴۰۰۹ کمیته سیستم‌های امنیت ملی که از سوی حکومت فدرال ایالات متحده آمریکا منتشر شده است، یک واژه‌نامه غیر محرمانه است که در آن، واژه‌ها و اصطلاحات اطلاعات امنیتی مورد استفاده، برای بیان مفاهیم تضمین اطلاعات گردآوری شده‌اند.
این واژه‌نامه در گذشته با عنوان "دستورالعمل شماره ۴۰۰۹ کمیته سیستم‌های امنیت ملی" از سوی «کمیته ارتباطات امنیت ملی و امنیت سیستم‌های اطلاعاتی» منتشر می‌شد. بر اساس فرمان اجرایی ۱۳۲۳۱ در ۱۶ اکتبر ۲۰۰۱، حفاظت از زیرساخت‌های حیاتی در عصر اطلاعات، جرج دابلیو بوش رئیس‌جمهور ایالات متحده آمریکا، «کمیته ارتباطات امنیت ملی و امنیت سیستم‌های اطلاعاتی» را در جایگاه «کمیته سیستم‌های امنیت ملی» قرار داد.
آخرین ویرایش این واژه‌نامه در ۲۶ آوریل ۲۰۱۰ منتشر شد.